# Asparagus kraussianus
Asparagus kraussianus är en sparrisväxtart som först beskrevs av Carl Sigismund Kunth, och fick sitt nu gällande namn av James Francis Macbride. Asparagus kraussianus ingår i släktet sparrisar, och familjen sparrisväxter. Inga underarter finns listade i Catalogue of Life.